# 린치
린치(lynch) 또는 사형(私刑)은 법적 절차 없이 폭력을 가하는 것을 말한다. 특히 린치의 희생자는 소속된 사회에서 소외된 자인 경우가 많다.

## 어원
18세기 미국의 개척시대 서부에서는 동부의 발전된 도시와 달리 시설이 매우 조악하였다. 특히 사법 기관이 매우 부족하여 각종 흉악 범죄에 대한 대비가 극히 미비했다. 1774년 미국 버지니아 주의 치안판사로 부임한 찰스 린치는 이와 같은 상황을 타개하고자, 용의자라고 생각되는 자를 적법한 절차를 생략하고 사형시킬 수 있는 '사형법'을 만들게 된다. 이 때부터 치안판사 린치의 이름을 따 적법한 절차를 밟지 않고 사람에게 폭력을 가하는 행위를 '린치를 가하다'라고 표현하게 되었다.

## 나라별 린치 사례

### 남아프리카
범죄자나 정치범들에 대한 채찍질이나 교수형은 1980년대 남 아프리카의 민족 격리 정책이 실시되던 때에 시작되었다. 흑인 주거구역의 시민들은 시민법정(en:People's Courts)을 조직하고 주정부의 첩자로 의심되는 동족 흑인을 매질을 하고 교수형에 처하여 벌하였다. 교수형(Necklacing)형태는 등유로 가득 찬 고무타이어를 피해자의 가슴이나 팔에 매어 불을 질러 고통 속에 사망하게 하는 것으로 아이들도 포함한 범죄자를 벌하는데 쓰였다. 이 범죄자들은 흑인자유운동의 반역자들 혹은 범죄자의 동조자들이 포함되었다. 가끔 시민법정가 실수로 무고한 시민을 처형한 경우도 있으며 시민 법정 지도층에 불순종한 사람을 처형하는 데에도 교수형을 사용하였다. 구류중인 넬슨 만델라의 부인인 Winnie만델라와 한 아프리카 국회 상원의원에 의해 교수형이 법제화되었을 때 큰 파장을 불러일으켰다.
가장 최근에는 마약상이나 폭력조직원들이 무슬림 자경단체인 반마약폭력 단체에 의해 린치를 당하였다.

### 도미니카 공화국
국제 대사 보고서(en:Amnesty International report)에 따르면 각종 범죄로 린치를당한 아이티 사람과 도미니카 사람은 도둑에서 살인자에 이르기까지 다양하며 유사의 린치는 2006년까지 지속하여 일어났다.

### 멕시코
2004년 11월 23일 Tlahuac 린치사건에서 3명의 멕시코계 비밀연방요원들이 마약수사를 하던 중 멕시코 시의 San Juan Ixtayopan 지역에서 요원들이 사진촬영을 목격하고 초등학교 아이들을 유괴하려는 것으로 오해하여 분개한 군중에 의해 린치를 당했다. 요원들은 현장에서 즉시 자신들의 신분을 밝혔으나 군중에 의해 감금당하고 몇 시간에 걸쳐 폭행을 당하여 요원 두 명이 숨지고 화형에 처해졌다. 이 사건정보는 발생시점부터 대중매체에 의해 무마되었고 요원들의 선처요구나 항소요구도 무시되었다.
경찰 구조팀이 도착할 무렵에는 이미 두 명의 요원의 시신은 심하게 훼손되어 있었고 마지막 요원은 중상을 입었다. 담당국은 이 사건의 발단이 요원들의 조사과정에서 불거진 것이라 잠정결론을 내렸다.
지역 및 연방 담당국은 사건발생 지역이 수사팀이 정시에 도착하기 힘들 정도로 외진 곳이었다며 요언들의 죽음에 대한 책임을 회피했다. 담당 관리자들은 만약 분개한 군중들 틈에서 요원들을 구조하려고 시도했더라면 대참사가 일어날 수 있는 상황이었다고 설명을 붙였다.

### 미국
미국 사회에 인권평등을 규정한 헌법 조항이 엄연히 있음에도 1857년 대법원의 드레드 스콧(en:Dred Scott)사건에서는 흑인을 미국 시민이 아니라고 판결해 흑인들의 종속적 지위를 정당화했다. 흑인을 해방 이후에도 노예와 유사한 신분으로 묶어놓는 것은 경제 활동 이외에 사회적으로도 노예와 흡사한 생활을 하도록 강요함으로써 가능했다. 19세기 말에는 '흑인 규범(en:Black Codes)'이나 '짐 크로우 법(en:Jim Crow Rules)'같이 흑인과 백인 간의 접촉을 차단하고 그들에게 열등한 처우를 강요하는 사회적 규범이 폭넓게 실행되었다. 백인들은 이러한 억압적 규정에 저항하는 흑인을 공권력을 동원하여 처벌하는 것은 물론, 사적으로 벌을 주는(en:Lynching)방식으로 규제를 가해, 흑인이 자유인으로 살 수 있는 기회를 사실상 차단했다.

### 유럽
유럽에서의 린치와 유사한 초기의 형벌 형태는 중세 독일의 Vehmgerichte처리, 영국의 Lydford법, Gibbet법, 스코틀랜드의 Cowper법, Jeddart법 등으로 존재했다.
린치는 17세기 네덜란드의 사회 격변기 시대 때부터 존재했다. 가장 악명 높았던 린치사건은 1672년 8월 20일 발생했다. 네덜란드의 헤이그 지역 린치무리가 현대의 수상에 준하는 대행정장관인 Johan de Witt와 그의 형제인 Cornelis de Witt의 손발을 잘라내어 살인하였다.
1944년에는 나치정권에 동조하지 않는다는 이유로 독일계 전범인 Wolfgang Rosterg가 스코틀랜드 Comrie에 있는 POW 21캠프에서 나치들에 의해 린치를 당했다. 전후 5명의 전범죄들이 Pentonville수용소에서 린치를 당했다. 이는 영국의 20세기 역사에 있어서 가장 규모가 큰 다중처형이었다.
1956년 소련침략에 반한 헝가리혁명 동안에도 헝가리의 부다페스트에서 유사한 개인 린치사건이 있었다.
그리고 여성들을 화형으로 죽였던 마녀사냥도 린치가 아니냐는 사람도 있다. 특히 여성들은 사회에서 소외된 것으로 추정되어 아무래도 마녀 사냥도 엄연히 린치 폭동이랑 비슷한 사례라 볼 수 있다.

### 인도
인도에서의 린치는 주로 다양한 소수민족과 인도의 카스트제도 사이의 긴장을 대변해 준다. 일반적으로는 상위 카스트 계층이 하급 카스트 계층을 벌하면서 린치가 발생한다. 하지만 최근의 예인 Kherlanji학살의 경우를 보면 하급 카스트 계층이 다른 하층 계층에게 린치를 가한 경우이다.  인도에는 하층 카스트 계층의 해방을 독려하는 체계화된 실행 정책이 다양하게 존재한다. 사회학자나 사회 과학자들은 이 카스트제도가 중대한 차별대우를 조장하는 원인으로 보며 강한 불만을 토로하며 이 문제 핵심에는 민족 간에 존재하는 민족문화불화가 있다고 본다.

### 이스라엘
(웨스트 뱅크 및 가자 스트립)
2001년 인권관리보고서(en:Human Rights Watch report)에 따르면 팔레스타인 린치군중이 이스라엘에 동조한 것으로 의심받은 동족인을 살해하였다.
석유위원회(en:PA)가 설립되기 전, 1차 Intifada 폭동 때, 가끔 팔레스티나 해방 기구가 가담했을 거라 의심되는 가운데 수백 명의 반역 용의자들이 린치를 당하고 고문을 당했으며 사형에 처해졌다. 현재의 Untifada중에도 반역 용의자들은 도상에서 죽음을 당하지만 지금까지 보고되는 사건 수는 확연히 줄었다.
2000년 Ramallah린치 사건에서 이스라엘인도 린치를 당했는데 팔레스타인 폭력군중이 자치도시에 들어 온 두 명의 이스라엘 예비병에게 폭력을 행사하여 사망하게 하였다.

## 린치와 미국사회
린치(en:Lynching)는 주로 목을 매다는 형식의 법외 처형법으로 군중들에 의해 실행되었다. 이 처형법은 Charivari나 Riding the rail과 같은 다른 사회 공동체적 규제법과 연관되어 있다. 린치는 사회적, 경제적 긴장이 고조되었을 때 더욱 성행하였으며 주로 정치적 우위를 점하고 있는 다수가 사회적으로 불거지는 소수의 불만을 잠재우는 장치로 사용되었다.
미국 시민혁명(en:American Civil War) 후에 노예제도가 폐지되고 자유인이된 흑인에게 투표권이 주어진 후 남부를 중심으로 아프리카계 미국인에 대한 미국 내의 폭행이 증가하였다. 1970년대에 남부 백인 민주당이 남부지역의 정치력을 다시 장악하게 된 후 흑인에 대한 폭력은 더욱 심해졌다. 각 주들은 가난한 백인과 대부분의 흑인들의 권리를 효과적으로 박탈하는 헌법 개정 법안을 통과시켰고 인종별로 공공시설을 분리하여 사용하도록 하며 흑인들을 일반 공공장소나 공공시설로부터 격리시켰다. 1860년과 1890년 사이에 5,000명에 가까운 수의 아프리카계 미국인들이 린치를 당했다.
메릴랜드 대학, 칼리지 파크 법대의 쉐릴린 A 이필(en:Sherrilyn A. Ifill) 교수가 펴낸 신간 서적에서 이필 교수는 평균적으로 얼마나 많은 백인들이 린치에 가담했는지 조사했다. 일부의 사람은 폭력에 가담했고 다른 이들은 린치를 구경했다. 그러나 린치를 실시하는 군중을 막는 사람은 없었다. 그녀의 연구를 통해 단체범죄행동의 관습이 얼마나 미국 지역 사회의 문화와 사회에 깊숙이 자리 잡아왔는지 그리고 폭력을 지지하거나 눈감아 주거나 모른 체 했는지 밝혀냈다. 이필 교수는 남아프리카의 진실 조정 위원회의 권유에 따라 연구를 시작했다고 밝혔다.
19세기 말에 미국, 대영제국 식민지에서의 린치는 1833년 노예해방 선언 후에 인종과 성별에 따라 백인주도사회에 진출하지 못하도록 폭력이 성행했던 시기에 시작되었다. 20세기에 들어서 몇몇의 미국의회의원들이 린치를 반대하는 법안을 통과시키려 노력하였음에도 불구하고 남부를 굳건히 지키고 있는 민주당 위원들이 이 시도를 무산시켰고 법안 의사진행을 방해하였다.
오늘날 린치는 미국에서 중죄에 해당된다. 법적으로 명시된 정의를 보면 ‘다수의 사람들에 의해 타인의 신체에 가해져 사망에 이르게 한 모든 유형의 폭력 행위.’라 밝히고 있다. 여기서 다수의 사람은 두 명 이상의 사람을 뜻하며 인종이나 관할 지역에 상관없이 적용되며 고의적으로 타인에게 가해진 폭력을 지칭한다. 법령에 명시된 2급 린치는 ‘타인의 몸에 가해졌으나 피해자가 사망에 이르지 않은 다수에 의해 발생한 폭력 행위.’로 규정되어 있다. 또한 린치가 성립되기 위해서는 최소한 사전에 모의한 증거가 제시되어야만 한다. 그러나 폭행을 행하는 동기 자체는 공동 가해자가 모집되는 과정에서 혹은 그 이전부터 형성된다.

## 같이 보기
- 자구행위
- 증오범죄
- 인종 차별
- 미국의 인종차별